# Задругата (роман)
„Задругата“ е български приключенски роман от писателя Добри Божилов. Изпратен за участие в конкурса на издателство „Лексикон“ за исторически роман (2017), но не е сред наградените от журито, тъй като „не отговаря на канона на историческия роман“. Въпреки това е приет за издаване.
Публикуван е през март 2019 г. и се превръща в един от бестселърите на годината.

## Сюжет
Творбата разказва за измислена тайна българска организация, създадена от цар Иван Шишман в последните години на Втората българска държава, чиято цел е да бди и закриля народа по време на наближаващото турско робство. Тя има за цел и да съхрани старите български познания, документи, държавна традиция и бойни умения и когато дойде времето – да пробуди народа, за да отхвърли чуждото господство.
Романът има няколко сюжетни линии и представлява историческо фентъзи със силен приключенски елемент. Събитията се случват в стара България на Шишман, в Османската империя, в Русия, в Англия, и дори в морето. Герои са българи, турци, евреи, руснаци, обикновени хора, благородници, паши, императори и султани. Вплетени са и имена на реално съществували исторически личности като Паисий Хилендарски, Поп Стойко Владиславов (Софроний Врачански) и др.

## Оценки
Литературният публицист Силвия Недкова споделя, че със „Задругата“ българският приключенски роман се завръща след 30-годишно отсъствие, последвало романите на Петър Бобев, и добавя, че романът трябва да се приема като художествена измислица, която има за цел да забавлява, а не да образова.
Според Емил Л. Георгиев това е „пропагандно псевдоисторическо четиво в холивудски стил или пък коктейл от фалшиви новини и литературни претенции“, в което авторът от време на време „вкарва по някое „хибридно“ внушение“.
В класацията на верига-книжарници „Хеликон“ завършва на 2-ро място по продажби сред българската художествена литература.

## Продължения
През 2020 г. излиза продължение на книгата – „Заветът“.